# يو إف سي على إي إس بي إن: بيريز ضد تايرا
يو إف سي ليلة القتال: بيريز ضد تايرا (بالإنجليزية: UFC Fight Night: Perez vs. Taira)‏ هو حدث لفنون القتال المختلطة ستُنظمته يو إف سي، وسيُقام في 15 يونيو 2024، على يو إف سي أبيكس في إنتربرايز، نيفادا، وهي جزء من منطقة لاس فيغاس الحضرية، الولايات المتحدة.